# Averkij Borisovič Aristov
Averkij Borisovič Aristov (in russo Аверкий Борисович Аристов?; Krasnyj Jar, 4 novembre 1903, 22 ottobre del calendario giuliano – Vienna, 11 luglio 1973) è stato un politico e diplomatico sovietico.

## Biografia
Specializzato in scienze tecniche presso l'Istituto Kalinin di Leningrado, si iscrisse nel 1921 al Partito Comunista Russo (bolscevico). Tra il 1925 e il 1926 servì nell'Armata Rossa, mentre tra il 1940 e il 1954 ebbe ruoli dirigenziali nel Partito Comunista di tutta l'Unione delle Oblast' di Sverdlovsk e di Kemerovo, del Territorio di Krasnojarsk, dell'Oblast' di Čeljabinsk e del Territorio di Chabarovsk. Dal 1952 fu membro del Comitato Centrale del PCUS, mentre fece parte della Segreteria dal 1952 al 1953 e dal 1955 al 1960 e del Presidium del Comitato centrale dal 1952 al 1953 e dal 1957 al 1961. Dal 1961 al 1971 fu ambasciatore dell'Unione Sovietica in Polonia e dal 1971 al 1973 in Austria, dove morì.